# Поджог кафе «Янтарное»
Поджог в кафе «Янтарное» — массовое убийство в Орске, совершённое 13 мая 2007 года жителями города Анатолием Жакуном и Кириллом Казаковым.

## Поджог
13 мая 2007 года 42-летний Анатолий Жакун гулял по городу. На рынке «Северный» он зашёл в шашлычную, где заказал себе пиво и порцию шашлыка. Но приготовленный для него заказ забрали трое молодых людей кавказской национальности. Жакун решил отобрать свой заказ, но был избит ими. Тогда, не успокоившись, он проследил за кавказцами и заметил, что они зашли в кафе «Янтарное» на том же рынке «Северный».
Вернувшись на снимаемую квартиру, Жакун подговорил хозяина квартиры, своего 21-летнего приятеля Кирилла Казакова, отомстить обидчикам, причём уговаривал он его на глазах у второго квартиранта. Жакун и Казаков изготовили маски из шапок, взяли канистру и отправились к кафе «Янтарное».
По пути набрав в канистру на автозаправочной станции бензин, Жакун и Казаков подошли к кафе «Янтарное». Впоследствии Жакун так рассказывал о поджоге:
…Я открыл дверь, вылил на пол, бросил туда же канистру, поджёг и уехал на такси…
Запасной выход в нарушение техники безопасности был закрыт на висячий замок, а обычный вход был отрезан пламенем. Застрявшие в горящем кафе люди пытались дозвониться до службы спасения и своих родственников по мобильным телефонам и пытались спрятаться за барной стойкой, но безуспешно. В тушении пожара были задействованы 5 пожарных машин и 15 человек личного состава. Несмотря на то, что пожарные прибыли быстро, спасти людей не удалось.
В результате пожара погибли 10 человек — хозяйка заведения, бармен и 8 посетителей кафе.

## Арест, следствие и суд
Уже 14 мая 2007 года сотрудники правоохранительных органов вышли на след поджигателей (Анатолия Жакуна и Кирилла Казакова) и арестовали их. Поджигатели ничего не скрывали, спокойно рассказывали о том, как из-за пива и порции шашлыка совершили массовое убийство 10 человек.
В апреле 2008 года Оренбургский областной суд приговорил Анатолия Жакуна и Кирилла Казакова к пожизненному лишению свободы с отбыванием наказания в исправительной колонии особого режима. Верховный Суд России в октябре того же года оставил приговор без изменения.
Жакун отбывает наказание в колонии ИК-18 («Полярная сова») в Ямало-Ненецком автономном округе.

## В массовой культуре
- «Вне Закона» — «Обожжённая совесть» (2008)
- «Криминальные Хроники» — «Огненный капкан» (2010)